# Donji Žagari
Donji Žagari su pogranično naselje u Hrvatskoj u sastavu Grada Čabra. Nalaze se u Primorsko-goranskoj županiji. 

## Zemljopis
Nalaze se na zapadnoj obali rijeke Čabranke. 
Južno-jugozapadno je Okrivje, južno su Mandli, sjeveroistočno, istočno i jugoistočno je rijeka Čabranka a preko nje Slovenija. Istočno-sjeveroistočno u Sloveniji su Papeži, Belica, a jugoistočno u Sloveniji su Bezgarji, jugozapadno u Hrvatskoj su Kamenski Hrib, Plešce, Požarnica, Podstene, Fažonci, Zamost i Smrekari. Južno u Sloveniji su Osilnica i Sela.

## Stanovništvo
| broj stanovnika | 87    | 93    | 64    | 74    | 75    | 76    | 63    | 82    | 63    | 55    | 50    | 47    | 37    | 20    | 14    | 8     | 11    |
|                 | 1857. | 1869. | 1880. | 1890. | 1900. | 1910. | 1921. | 1931. | 1948. | 1953. | 1961. | 1971. | 1981. | 1991. | 2001. | 2011. | 2021. |